# Гатиева, Альбина Магаметовна
Альбина Магаметовна Гатиева (род. 16 апреля 1956 года, Чикола) — российский учёный в области педагогики, ректор Армавирского государственного педагогического университета (2009—2010). Кандидат педагогических наук, профессор.

## Биография
Родилась 16 апреля 1956 года в селе Чикола Ирафского района Северо-Осетинской АССР.
В 1977 г. окончила исторический факультет Северо-Осетинского государственного университета имени К. Л. Хетагурова, по его окончании до 1983 года работала учителем истории.
С 1983 по 1992 годы работала в средней школе № 13 города Армавир, прошла путь от организатора внеклассной работы до директора школы.
В 1992—1997 годах — начальник Управления образования администрации Армавира. С 1997 года — проректор Армавирского лингвистического университета. В 1998—2006 годах — директор армавирской средней школы № 11. В 2006—2009 годах — заместитель главы Армавира по социальным вопросам.
В 1999 году защитила диссертацию на соискание учёной степени кандидата педагогических наук на тему «Организационно-педагогический менеджмент на муниципальном уровне».
С 2009 по 2010 годы — ректор Армавирской государственной педагогической академии.
С 2010 по 2011 годы — первый заместитель генерального директора ООО «Южная Нефтяная Компания».
С 2011 года и по сей день— директор МУ «МФЦ»города Армавир.
Автор более 30 научных статей. Член Всероссийской политической партии «Единая Россия», член политического Совета Армавирского отделения Всероссийской политической партии «Единая Россия». Депутат Армавирской городской Думы V созыва (2010—2015) от «Единой России».

## Семья
Не замужем. Имеет дочь.

## Награды
- Отличник народного просвещения Российской Федерации
- Заслуженный учитель Российской Федерации